# Мальдонадо, Пастор
Па́стор Рафаэ́ль Мальдона́до Мо́тта (исп. Pastor Rafael Maldonado Motta; 9 марта 1985, Маракай, Венесуэла) — венесуэльский автогонщик, чемпион серии GP2 (2010), бронзовый призёр чемпионата Формулы-Рено 3.5 (2006), пилот Формулы-1 (2011—2015).

## Общая информация
Мальдонадо — один из немногих автогонщиков своего поколения, кто чётко обозначил свои политические взгляды: одной из причин этого стала долгосрочная поддержка Мальдонадо от национальных компаний, поддерживаемая тогдашним президентом страны Уго Чавесом. Во время его похорон Мальдонадо участвовал в церемонии в качестве одного из членов почётного караула.
15 декабря 2012 года Мальдонадо женился на венесуэльской журналистке Габриэле Тарканьи; в сентябре 2013 года у них родилась дочь Виктория.

## Спортивная карьера
Первые годы
Впервые сел за руль в восемь лет, когда провёл свои первые заезды на карте. С течением времени Мальдонадо стал выделяться по своим результатам на фоне соотечественников, получив поддержку национальной федерации. Дополнительное финансирование позволило сначала переехать в Европу для участия в более статусных соревнованиях на подобной технике, а в 2003 году дебютировать и в гонках формульного типа, попробовав свои силы в итальянском первенстве двухлитровой Формулы-Рено. Мальдонадо выиграл тренировочное зимнее первенство, в основном чемпионате заняв седьмое место. Параллельно стартовал ещё в ряде гонок на подобной технике по всей Европе.
Через год Мальдонадо выиграл чемпионат Италии, одержав 12 побед в 17 стартах, но на общеевропейской арене в еврокубке на подобной технике оказался восьмым с двумя победами в полутора десятках стартов. Участвовал в тестах в команде Minardi F1, проехал несколько гонок в более статусном еврокубке Формулы-Рено V6, где Мальдонадо неплохо проявил себя на трассе «Спа-Франкоршам».
В 2005 году Мальдонадо совмещал выступления в Итальянской Формуле-3000 и Формуле-Рено 3.5, проехав в сумме двенадцать гонок. И там и там провёл неполный сезон (в Формуле-Рено был отстранён от гонок на четыре этапа за игнорирование жёлтых флагов на городской трассе в Монако, приведшее к аварии и серьёзным травмам одного из маршалов), в Формуле-3000 одержал одну победу, в Формуле-Рено не поднялся в гонках выше седьмого места. Через год провёл сезон в Формуле-Рено 3.5 нестабильно, но долгое время боролся с лидерами чемпионата, выиграл четыре гонки, в одном из победных стартов команда просчиталась с подготовкой машины на грани технического регламента из-за чего Мальдонадо был дисквалифицирован, а потерянные очки отбросили его с первой на третью строчку личного зачёта.
GP2 и Формула-1
В 2007—2010 годах Мальдонадо провёл четыре сезона в GP2, параллельно периодически стартуя в Евросерии 3000 и кузовном первенстве International GT Open. Уже на первых тестах продемонстрировав неплохую скорость, Мальдонадо долгое время не мог добиться успеха, а по ходу своего первого сезона в GP2 попал в серьёзную аварию на тренировке, сломав себе ключицу. Постоянные смены команд и не самая большая стабильность результатов венесуэльца затянули его путь к титулу на четыре сезона — лишь в 2010 году, выдав серию из шести побед подряд в длинных гонках уик-энда, он смог завоевать титул. Параллельно менеджмент пилота постоянно искал возможность сделать его основным пилотом в «Формуле-1», но лишь накануне сезона-2011 смог найти ему место боевого пилота в команде Williams, испытывавшей ряд финансовых проблем из-за ухода части спонсоров. На Гран-при Бельгии 2011 набрал своё первое очко в чемпионате, опередив на трассе более быстрые машины Force India и Renault. Через год британский коллектив сменил поставщика моторов, что позволило резко улучшить результаты: Мальдонадо и его партнёр Бруно Сенна регулярно боролись в очковой зоне в гонках, а на Гран-при Испании Мальдонадо смог воспользоваться неудачами лидеров сезона, сначала завоевав поул-позицию, а затем и выиграв единственную гонку в «Формуле-1». За всю карьеру в Ф-1 Пастор ни разу не поднимался выше пятого места, кроме этой гонки. За сезон набрал лишь 45 баллов, оказавшись в личном зачёте на 15-й строчке.
В 2013 году Williams вновь просчитался в разработке машины, и Мальдонадо снова боролся за места в конце второй десятки, заработав за год лишь одно зачётное очко. В межсезонье Мальдонадо перешёл в Lotus. При этом Williams лучше прошёл смену регламента и регулярно был второй-третьей машиной пелотона по скорости, а Lotus страдал множеством технических проблем и даже в удачных гонках с трудом цеплялся за позиции в конце очковой зоны; в итоге, за 18 гонок сезона (ещё раз машина сломалась до старта) Мальдонадо лишь раз финишировал в очковой группе, завершив год на 16-м месте в личном зачёте.
1 февраля 2016 года появилось сообщение, что Мальдонадо не будет участвовать в новом сезоне Формулы-1, так как команда Renault, купившая к тому моменту Lotus, подписала контракт с Кевином Магнуссеном.

## Статистика результатов
| 2003      | Итальянская Формула-Рено 2000. Зимняя серия   | Cram Competition     | н/д | н/д | н/д | н/д | н/д | 1  |
| 2003      | Итальянская Формула-Рено 2000                 | Cram Competition     | 12  | 1   | 1   | 0   | 118 | 7  |
| 2003      | Немецкая Формула-Рено 2000                    | Cram Competition     | 2   | 0   | 0   | 0   | 3   | 43 |
| 2003      | Формула-Рено 2000 Masters                     | Cram Competition     | 8   | 0   | 0   | 0   | 0   | НК |
| 2004      | Итальянская Формула-Рено 2000                 | Cram Competition     | 17  | 6   | 11  | 8   | 362 | 1  |
| 2004      | Еврокубок Формулы-Рено 2000                   | Cram Competition     | 15  | 0   | 1   | 2   | 134 | 8  |
| 2004      | Еврокубок Формулы-Рено V6                     | Cram Competition     | 2   | 0   | 0   | 0   | 12  | 21 |
| 2005      | Итальянская Формула-3000                      | Sighinolfi           | 4   | 1   | 1   | 1   | 14  | 9  |
| 2005      | Формула-Рено 3.5                              | DAMS                 | 8   | 0   | 0   | 0   | 4   | 25 |
| 2006      | Формула-Рено 3.5                              | Draco Racing         | 17  | 5   | 6   | 3   | 103 | 3  |
| 2007      | Евросерия 3000                                | G-Tec                | 2   | 1   | 1   | 1   | 12  | 10 |
| 2007      | GP2                                           | Trident Racing       | 12  | 1   | 0   | 1   | 25  | 11 |
| 2008      | Евросерия 3000                                | GP Racing            | 1   | 0   | 1   | 1   | 11  | 12 |
| 2008      | GP2                                           | Piquet Sports        | 20  | 2   | 3   | 1   | 60  | 5  |
| 2008      | International GT Open                         | Scuderia Latorre     | 2   | 0   | 0   | 0   | 18  | 32 |
| 2008      | International GT Open (класс GTS)             | Scuderia Latorre     | 2   | 0   | 0   | 0   | 8   | 22 |
| 2008-09   | GP2 Asia                                      | ART Grand Prix       | 5   | 0   | 0   | 1   | 7   | 15 |
| 2009      | Евросерия 3000                                | Teamcraft Motorsport | 2   | 0   | 0   | 1   | 10  | 10 |
| 2009      | GP2                                           | ART Grand Prix       | 20  | 0   | 0   | 2   | 36  | 6  |
| 2010      | GP2                                           | Rapax                | 20  | 0   | 5   | 6   | 87  | 1  |
| 2011      | Формула-1                                     | Williams F1          | 19  | 0   | 0   | 0   | 1   | 19 |
| 2012      | Формула-1                                     | Williams F1          | 20  | 1   | 0   | 1   | 45  | 15 |
| 2013      | Формула-1                                     | Williams F1          | 19  | 0   | 0   | 0   | 1   | 18 |
| 2014      | Формула-1                                     | Lotus F1             | 18  | 0   | 0   | 0   | 2   | 16 |
| 2015      | Формула-1                                     | Lotus F1             | 14  | 0   | 0   | 0   | 27  | 14 |
| 2018      | 24 часа Ле-Мана — LMP2                        | DragonSpeed          | 1   | 0   | 0   | 0   | —   | 5  |
| 2018–19   | FIA WEC — LMP2                                | DragonSpeed          | 8   | 2   | 1   | 1   | 117 | 3  |
| 2019      | Чемпионат IMSA по гонкам на спорткарах — LMP2 | DragonSpeed          | 1   | 0   | 0   | 1   | 35  | 8  |
| 2019      | 24 часа Ле-Мана — LMP2                        | DragonSpeed          | 1   | 0   | 0   | 0   | —   | НК |
| Источник: |                                               |                      |     |     |     |     |     |    |

### Формула-Рено 3.5
| 2005 | DAMS  | ZOF 20 | MOF НС | -      | -      | -     | -      | DOF 25 | ESF 12 | MOF НФ | 4   | 25 |
| 2005 | DAMS  | ZOS НФ |        | -      | -      | -     | -      | DOS 7  | ESS НФ | MOS НФ | 4   | 25 |
| 2006 | Draco | ZOF 8  | MOF 1  | ISF 11 | MIF ДК | SPF 1 | NUF 6  | DOF 8  | BUF НФ | BAF 10 | 103 | 3  |
| 2006 | Draco | ZOS 3  |        | ISS НФ | MIS НФ | SPS 2 | NUS 22 | DOS НФ | BUS 1  | BAS 2  | 103 | 3  |

Жирным выделен старт с поул-позиции. Курсивом — быстрейший круг в гонке.
В первой строчке показаны результаты длинных (субботних) гонок, во второй — спринтерских (воскресных) гонок.

### GP2
| 2007 | Trident | BHF НС | ESF НФ | MOF 1  | FRF 10 | GBF 7  | EUF 6  | HUF НФ | -      | -      | -      | - | 25 | 11 |
| 2007 | Trident | BHS 16 | ESS 17 |        | FRS 8  | GBS 2  | EUS 4  | HUS НФ | -      | -      | -      | - | 25 | 11 |
| 2008 | Piquet  | ESF 12 | TUF НФ | MOF 2  | FRF 3  | GBF НФ | GEF 6  | HUF 5  | EUF 2  | BEF 3  | ITF 2  |   | 60 | 5  |
| 2008 | Piquet  | ESS НФ | TUS НФ | MOS НФ | FRS 7  | GBS 15 | GES 18 | HUS 18 | EUS НФ | BES 1  | ITS 4  |   | 60 | 5  |
| 2009 | ART     | ESF 5  | MOF 8  | TUF 6  | GBF 7  | EUF НФ | HUF 4  | EUF ДК | BEF 4  | ITF НФ | POF 11 |   | 36 | 6  |
| 2009 | ART     | ESS 6  | MOS 1  | TUS 5  | GBS 1  | EUS 9  | HUS НФ | EUS 8  | BES НФ | ITS 15 | POS 20 |   | 36 | 6  |
| 2010 | Rapax   | ESF 6  | MOF 2  | TUF 1  | EUF 1  | GBF 1  | GEF 1  | HUF 1  | BEF 1  | ITF НФ | ABF 17 |   | 87 | 1  |
| 2010 | Rapax   | ESS 3  | MOS 11 | TUS 6  | EUS 4  | GBS 4  | GES 20 | HUS ДК | BES НФ | ITS НФ | ABS 9  |   | 87 | 1  |

Жирным выделен старт с поул-позиции. Курсивом — быстрейший круг в гонке.
В первой строчке показаны результаты длинных (субботних) гонок, во второй — спринтерских (воскресных) гонок.

### Формула-1
| Легенда к таблице |                                                                    |
| --- | ------------------------------------------------------------------ |
| В таблице перечислены результаты всех Гран-при Формулы-1, в которых принимал участие гонщик. Строками таблицы являются сезоны, столбцами — этапы чемпионата мира. В каждой клетке указаны сокращённое название этапа и результат, дополнительно обозначенный цветом. Расшифровка обозначений и цветов представлена в нижеследующей таблице. |                                                                    |
| \| Пример \| Описание \| \| ------------ \| ------------------------------------------------------------------ \| \| 1 \| Победитель \| \| 2 \| Второе место \| \| 3 \| Третье место \| \| 5 \| Финишировал, заработав очки \| \| Сход \| Не финишировал, но при этом заработал очки \| \| 12 \| Финишировал, не получив очков \| \| НКЛ \| Финишировал, но не попал в финальную классификацию \| \| 15 \| Участвовал вне зачёта, либо по отдельной классификации \| \| 18 \| Не финишировал, но попал в финальную классификацию \| \| Сход \| Не финишировал \| \| НКВ \| Не прошёл квалификацию \| \| НПКВ \| Не прошёл предквалификацию \| \| ДСК \| Дисквалифицирован \| \| ИСК \| Исключён из протокола соревнований \| \| ТТ \| Заявлен для участия только в тренировках \| \| НС \| Участвовал в квалификации, но не стартовал в гонке \| \| Т \| Травмирован или болен \| \| ОТК \| Отказ от участия \| \| НТР \| Прибыл на соревнования, но на трассу не выезжал \| \| НПР \| Был заявлен в числе участников, но не прибыл к началу соревнований \| \| О \| Соревнования отменены \| \| \| Не участвовал \| \| Поул-позиция \| \| \| Быстрый круг \| \| |                                                                    |
| Пример | Описание                                                           |
| 1 | Победитель                                                         |
| 2 | Второе место                                                       |
| 3 | Третье место                                                       |
| 5 | Финишировал, заработав очки                                        |
| Сход | Не финишировал, но при этом заработал очки                         |
| 12 | Финишировал, не получив очков                                      |
| НКЛ | Финишировал, но не попал в финальную классификацию                 |
| 15 | Участвовал вне зачёта, либо по отдельной классификации             |
| 18 | Не финишировал, но попал в финальную классификацию                 |
| Сход | Не финишировал                                                     |
| НКВ | Не прошёл квалификацию                                             |
| НПКВ | Не прошёл предквалификацию                                         |
| ДСК | Дисквалифицирован                                                  |
| ИСК | Исключён из протокола соревнований                                 |
| ТТ | Заявлен для участия только в тренировках                           |
| НС | Участвовал в квалификации, но не стартовал в гонке                 |
| Т | Травмирован или болен                                              |
| ОТК | Отказ от участия                                                   |
| НТР | Прибыл на соревнования, но на трассу не выезжал                    |
| НПР | Был заявлен в числе участников, но не прибыл к началу соревнований |
| О | Соревнования отменены                                              |
| | Не участвовал                                                      |
| Поул-позиция |                                                                    |
| Быстрый круг |                                                                    |

| Сезон | Команда       | Шасси            | Двигатель                     | Ш | 1        | 2        | 3        | 4        | 5        | 6        | 7        | 8      | 9        | 10     | 11       | 12       | 13     | 14       | 15     | 16       | 17       | 18     | 19       | 20       | Место | Очки |
| ----- | ------------- | ---------------- | ----------------------------- | - | -------- | -------- | -------- | -------- | -------- | -------- | -------- | ------ | -------- | ------ | -------- | -------- | ------ | -------- | ------ | -------- | -------- | ------ | -------- | -------- | ----- | ---- |
| 2011  | AT&T Williams | Williams FW33    | Cosworth CA2011 2,4 V8        | P | АВС Сход | МАЛ Сход | КИТ 18   | ТУР 17   | ИСП 15   | МОН 18   | КАН Сход | ЕВР 18 | ВЕЛ 14   | ГЕР 14 | ВЕН 17   | БЕЛ 10   | ИТА 11 | СИН 11   | ЯПО 14 | КОР Сход | ИНД Сход | АБУ 14 | БРА Сход |          | 19    | 1    |
| 2012  | Williams F1   | Williams FW34    | Renault RS27 2,4 V8           | P | АВС 13   | МАЛ 19   | КИТ 8    | БАХ Сход | ИСП 1    | МОН Сход | КАН 13   | ЕВР 12 | ВЕЛ 16   | ГЕР 15 | ВЕН 13   | БЕЛ Сход | ИТА 11 | СИН Сход | ЯПО 8  | КОР 14   | ИНД 16   | АБУ 5  | США 9    | БРА Сход | 15    | 45   |
| 2013  | Williams F1   | Williams FW35    | Renault RS27 2,4 V8           | P | АВС Сход | МАЛ Сход | КИТ 14   | БАХ 11   | ИСП 14   | МОН Сход | КАН 16   | ВЕЛ 11 | ГЕР 15   | ВЕН 10 | БЕЛ 17   | ИТА 14   | СИН 11 | КОР 13   | ЯПО 16 | ИНД 12   | АБУ 11   | США 17 | БРА 16   |          | 18    | 1    |
| 2014  | Lotus F1 Team | Lotus E22        | Renault F1-2014 Energy V6     | P | АВС Сход | МАЛ Сход | БАХ 14   | КИТ 14   | ИСП 15   | МОН НС   | КАН Сход | АВТ 12 | ВЕЛ 17   | ГЕР 12 | ВЕН 13   | БЕЛ Сход | ИТА 14 | СИН 12   | ЯПО 16 | РОС 18   | США 9    | БРА 12 | АБУ Сход |          | 16    | 2    |
| 2015  | Lotus F1 Team | Lotus E23 Hybrid | Mercedes PU106B Hybrid 1,6 V6 | P | АВС Сход | МАЛ Сход | КИТ Сход | БАХ 15   | ИСП Сход | МОН Сход | КАН 7    | АВТ 7  | ВЕЛ Сход | ВЕН 14 | БЕЛ Сход | ИТА Сход | СИН 12 | ЯПО 8    | РОС 7  | США 8    | МЕК 11   | БРА 10 | АБУ Сход |          | 14    | 27   |